# 블랙앤데커

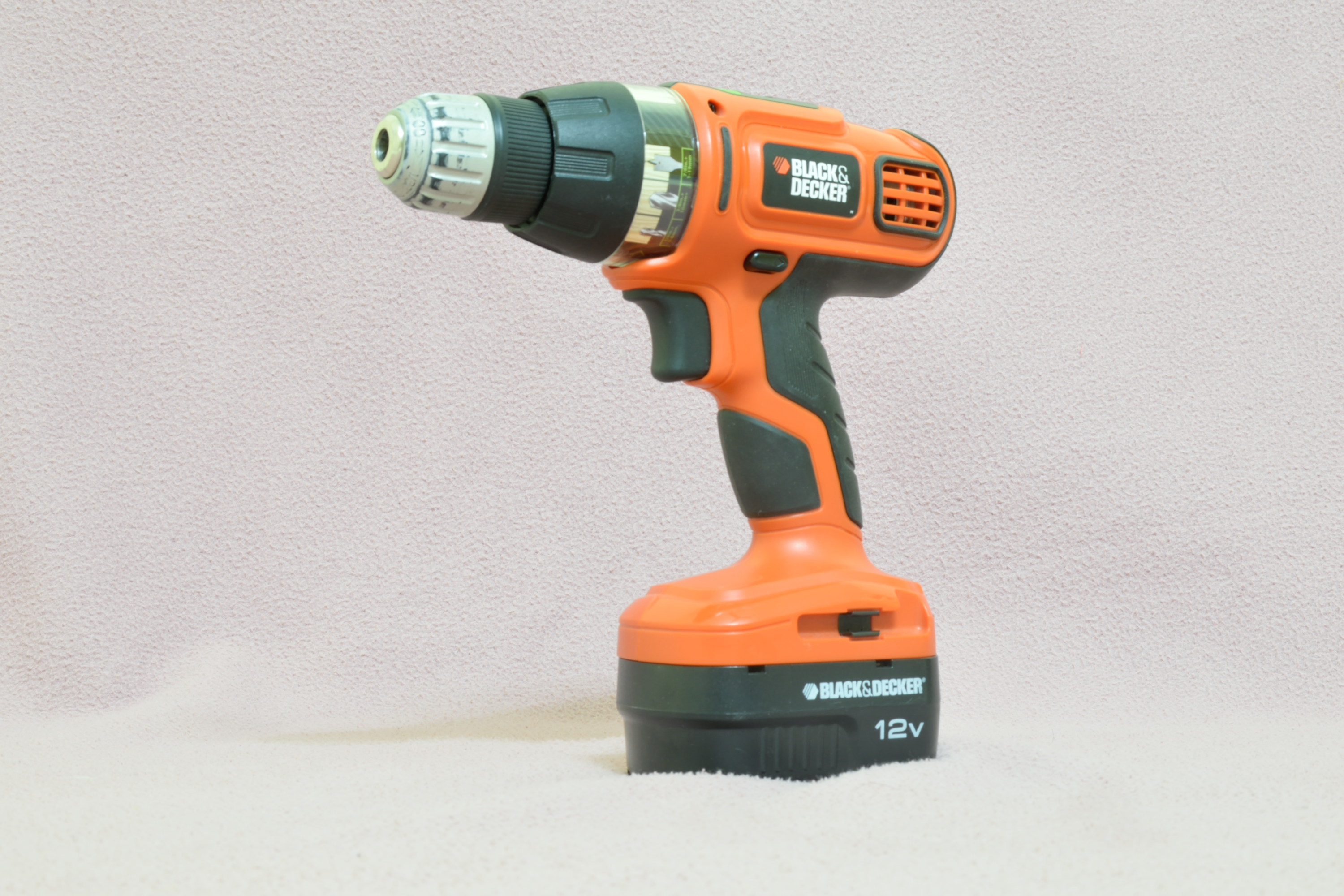

블랙앤데커(영어: Black & Decker)는 미국 메릴랜드주 타우슨 시에 위치한 공구 생산 전문 기업으로, 가정용, 산업용 전동 공구를 비롯하여, 악세사리, 하드웨어, 주거 개선 제품 등을 생산하며, 대한민국을 비롯한 세계 시장에 진출해 있다. 2010년 3월 12일 스탠리워커스(Stanley Works)와 합병을 통해 스탠리 블랙앤데커가 출범하였다.

## 참조
1. ↑  “Stanley and Black & Decker Complete Merger” (보도 자료). Stanley Black & Decker. 2010년 3월 12일. 2015년 11월 14일에 확인함.